# Frans Maria Sědivý
Frans Maria Sědivý, född 2 december 1864 i Prag, död 20 april 1945 på Frederiksberg i Köpenhamn, var en dansk tecknare och litograf.
Han var son till xylografen Franz Joseph Xaver Šedivý och Therese Josephine Sadlo och gift första gången 1889 med Anna Amalie Caroline Mara Magdalene Kæmmer och andra gången från 1919 med Doris Anna Poulsen samt far till heraldikern Frans Maria Sědivý. Han var bror till Karel Šedivý. Han utbildades till litograf vid Hoffensberg & Trap i Köpenhamn 1883 samtidigt som han studerade vid Teknisk Skole och Det Kongelige Danske Kunstakademi. Han var huvudsakligen verksam som litograf och illustratör i danska tidningar och tidskrifter där han gjorde sig känd för sina panoramor över städer och utställningar. Hans tecknande medförde att blev en berest person från Turkiet i öster till Amerika i väster. Han vistades några perioder i Sverige där han bland annat tecknade en panorama över Stockholm och bilder från Stockholmsutställningen 1897. 